# Rekurzivní zkratka
Rekurzivní zkratka je zvláštní druh zkratky, která je zkonstruována tak, že v jejím plném znění se opět vyskytuje původní zkratka. Mnoho rekurzivních zkratek jsou tzv. backronymy – měly původně jiný význam (někdy se původně ani nejednalo o zkratku) a teprve později jim byla připsána forma rekurzivní zkratky (jako třeba GNU, což je anglické slovo pro pakoně a také název operačního systému (GNU's Not Unix!)). Průkopníkem rekurzivních zkratek byl Douglas Hofstadter, v knize Gödel, Escher, Bach z roku 1979 se objevila např. zkratka GOD = GOD Over Djinn (česky BÚH = BÚH úrovně hlubší).
Tato slovní hříčka se nejčastěji objevuje v oblasti výpočetní techniky pro pojmenování programů nebo softwarových projektů akronymem, jehož první písmeno odkazuje na sebe sama jako na běžně zavedený pojem.

## Historie
Zřejmě nejstarším příkladem rekurzivní zkratky je název kreditní karty VISA, který byl v roce 1976 vytvořen jako rekurzivní zkratka VISA International Service Association („Společnost pro mezinárodní služby VISA“).
Široké rozšíření rekurzivních zkratek však nastalo až jejich převzetím do hackerské kultury (zvláště na MIT). Zřejmě první takovou zkratkou je textový editor TINT (TINT Is Not Tico, „TINT není Tico“). Tímto principem se inspirovaly editory EINE (EINE Is Not Emacs, „EINE není Emacs“) a ZWEI (ZWEI Was EINE Initially, „ZWEI bylo původně EINE“). (Eine a zwei znamená německy jedna a dvě.)

## Dnešní příklady
Některá z dnes používaných označení, která jsou rekurzivní zkratkou:
- GNU – GNU's Not Unix! („GNU není Unix“)
- Cygnus – Cygnus, Your GNU Support („Cygnus, vaše podpora pro GNU“)
- LAME – LAME Ain't an MP3 Encoder („LAME není kodér MP3“)
- mung – Mung Until No Good („Mungujte do omrzení“)
- PHP – PHP: Hypertext Preprocessor („PHP: Hypertextový preprocesor“; původní název ovšem byl Personal Home Page tools, „nástroje pro osobní domácí stránku“)
- Pine – Pine is not Elm („Pinie není jilm“)
- PNG – PNG is Not GIF („PNG není GIF“; jinak také Portable Network Graphics)
- RPM – RPM Package Manager („Správce balíčků RPM“; původně Red Hat Package Manager)
- Wine – Wine Is Not an Emulator („Wine není emulátor“)
- LOL – Lots of LOLs („Mnoho LOL“; jinak také Laughing Out Loud; Lots of Laugh, mnoho smíchu).
- MEGA – MEGA Encrypted Global Access

Projekt GNU Hurd funguje jako nepřímo rekurzivní zkratka: „Hurd“ znamená Hird of Unix-Replacing Daemons („Hird démonů nahrazujících Unix“), kde „Hird“ označuje Hurd of Interfaces Representing Depth („Hurd rozhraní reprezentujících hloubku“).
Rekurzivní zkratky se objevily také v komiksovém stripu Dilbert, ve kterém Dilbert prozradil, že projekt TTP označuje The TTP Project.